# Естонська академія музики та театру
Академія музики й театру Естонії (ест. Eesti Muusika- ja Teatriakadeemia) — вищий навчальний заклад в Таллінні.
Заснована 1919 року як приватна Вища школа музики, з 1923 — Талліннська консерваторія. 1935 року заклад було націоналізовано. З окупацією Естонії в 1940 році консерваторія була включена до радянської системи освіти. Під час 2-ї світової війни, 9 березня 1944 р. в результаті повітряного нальоту авіації Радянської Армії будинок консерваторії було зруйновано. У листопаді 1944 консерваторія відновила роботу.
В 1957 був відкритий факультет драми. В 1970-х роках був відроджений органний клас, закритий 1950 р. У 1993 році заклад було перейменовано в Естонську академію музики.
1999 р. Естонська академія музики переїхала в новий будинок, що вважається одним із найкращих і найсучасніших консерваторських будинків у світі.
Серед випускників консерваторії Евальд Аав, Арво Пярт, Ері Клас.